# NCT 127
NCT 127 (tiếng Hàn: 엔시티 127; Romaja: ensiti il-i-chil) là nhóm nhỏ thứ hai được giới thiệu với công chúng của nhóm nhạc nam Hàn Quốc NCT, hoạt động chủ yếu tại Seoul, được thành lập và quản lý bởi công ty SM Entertainment. Tên gọi của nhóm được lấy ý tưởng từ tên viết tắt của Neo Culture Technology và con số 127, kinh độ của thành phố Seoul, thị trường mà nhóm hướng đến. Nhóm chính thức ra mắt vào ngày 7 tháng 7 năm 2016 với đĩa đơn "Fire Truck", với đội hình ban đầu gồm bảy thành viên: Taeil, Taeyong, Yuta, Jaehyun, Winwin, Mark, và Haechan. Mini album ra mắt của nhóm, NCT #127, đã gây tiếng vang lớn ngay từ thời điểm ra mắt và mang về cho nhóm giải Nghệ sĩ mới (Best New Group) tại các giải thưởng âm nhạc lón nhỏ tại Hàn Quốc vào năm 2016. Hai thành viên Doyoung và Johnny gia nhập nhóm vào tháng 12 năm 2016, không lâu trước khi nhóm ra mắt mini album Limitless vào đầu năm 2017. Jungwoo, thành viên cuối cùng, được giới thiệu vào tháng 9 năm 2018 trước khi nhóm ra mắt album phòng thu đầu tiên, Regular-Irregular (2018).
Từ khi ra mắt, NCT 127 đã phát hành bốn album phòng thu, hai album tái phát hành và bốn mini album trong nước. Tên tuổi của nhóm bắt đầu được chú ý từ năm 2017 với "Cherry Bomb", được xem là một trong những ca khúc tiêu biểu nhất của nhóm, và được truyền thông quốc tế đánh giá cao sau khi album phòng thu đầu tay của nhóm và ca khúc chủ đề, "Regular" được phát hành vào năm 2018. Sức ảnh hưởng của nhóm trên phạm vi toàn cầu đã thúc đẩy công ty chủ quản của nhóm, SM Entertainment, ký kết tiếp thị và phân phối với Capitol Music Group và Virgin Music Label & Artist Services vào tháng 4 năm 2019. NCT 127 sau đó ra mắt mini album We Are Superhuman vào năm 2019 và album phòng thu tiếng Hàn thứ hai, Neo Zone, vào năm 2020. Neo Zone trở thành sản phẩm đầu tiên của nhóm lọt vào top 5 trên bảng xếp hạng Billboard 200 và tiêu thụ được trên 1 triệu bản. Năm 2021, nhóm phát hành album phòng thu tiếng Hàn thứ ba, Sticker, và lập kỷ lục khi nhận được hơn 1,3 triệu đơn đặt trước trong 24 giờ đầu tiên và tiêu thụ được 2,15 triệu bản chỉ sau một tuần phát hành. Album ra mắt tại vị trí thứ 3 trên bảng xếp hạng Billboard 200 và là album K-pop có thứ hạng cao nhất trên bảng xếp hạng này trong năm 2021. Năm 2022, NCT 127 phát hành album phòng thu tiếng Hàn thứ tư, 2 Baddies, và bán được 1,5 triệu bản sau một tuần phát hành và trở thành nhóm nhạc K-pop thứ hai có ba album ra mắt trong top 5 trên bảng xếp hạng Billboard 200. NCT 127 cũng đã lấn sân sang thị trường âm nhạc Nhật Bản vói phiên bản tiếng Nhật của đĩa đơn "Limitless", một mini album và một album phòng thu.

## Hoàn cảnh ra đời và tên gọi
Tháng 1 năm 2016, chủ tịch SM Entertainment Lee Soo-man đã có một buổi thuyết trình tại SM Coex Artium, mang tên "SMTOWN: New Culture Technology 2016". Lee cho biết công ty đang lên kế hoạch sẽ cho ra mắt một nhóm nhạc nam với số lượng thành viên "không giới hạn", dựa trên chiến lược "công nghệ văn hóa" của công ty. Nhóm sẽ có nhiều nhóm nhỏ khác nhau với các thành viên khác nhau hoạt động tại các quốc gia khác nhau trên thế giới, và các nhóm nhỏ sẽ thường xuyên hợp tác với nhau. Lee công bố tên của nhóm là NCT, tên viết tắt của tên của buổi thuyết trình. NCT là nhóm nhạc đầu tiên của SM Entertainment ra mắt kể từ sau Red Velvet vào năm 2014, và nhóm nhạc nam đầu tiên ra mắt kể từ sau EXO vào năm 2012. Trong buổi thuyết trình, Lee công bố kế hoạch sẽ cho ra mắt nhóm nhỏ đầu tiên tại Seoul và Tokyo trong nửa đầu năm 2016, và các nhóm nhỏ tại các thành phố lớn ở Trung Quốc vào nửa cuối năm đó, và sau đó là các nhóm nhỏ hoạt động tại Đông Nam Á và Mỹ Latinh.
Ngày 1 tháng 7 năm 2016, NCT 127 được công bố là nhóm nhỏ thứ hai của NCT, nhóm nhạc nam đa quốc gia hoạt động và quảng bá tại thị trường Hàn Quốc. Tên gọi của nhóm được lấy cảm hứng từ tên viết tắt của Neo Culture Technology, và số 127, kinh độ thành phố Seoul.

## Lịch sử

### 2013–2016: Quá trình hình thành và buổi đầu sự nghiệp
Tất cả 10 thành viên của NCT 127 đều được giới thiệu thông qua SM Rookies, một nhóm các thực tập sinh của SM Entertainment. Johnny là thành viên đầu tiên gia nhập công ty sau một cuộc tuyển chọn tại Chicago, Illinois, Hoa Kỳ vào năm 2007. Yuta và Mark được tuyển chọn vào công ty sau khi vượt qua đợt tuyển chọn toàn cầu lần lượt tại Osaka, Nhật Bản vào năm 2010 và tại Vancouver, Canada vào năm 2012. Cùng năm đó, Taeyong và Jaehyun lần lượt gia nhập SM sau khi được nhân viên của công ty phát hiện, tuyển chọn và là hai thành viên đầu tiên được giới thiệu thông qua SM Rookies. Taeil là thành viên tiếp theo gia nhập công ty năm 2013, mặc dù đã hai lần từ chối giấc mơ theo đuổi sự nghiệp âm nhạc. Doyoung và Donghyuck gia nhập vào năm 2013, sau đó Winwin được giới thiệu qua SM Rookies vào ngày 5 tháng 1 năm 2016, và Jungwoo được giới thiệu vào ngày 17 tháng 4 năm 2017.

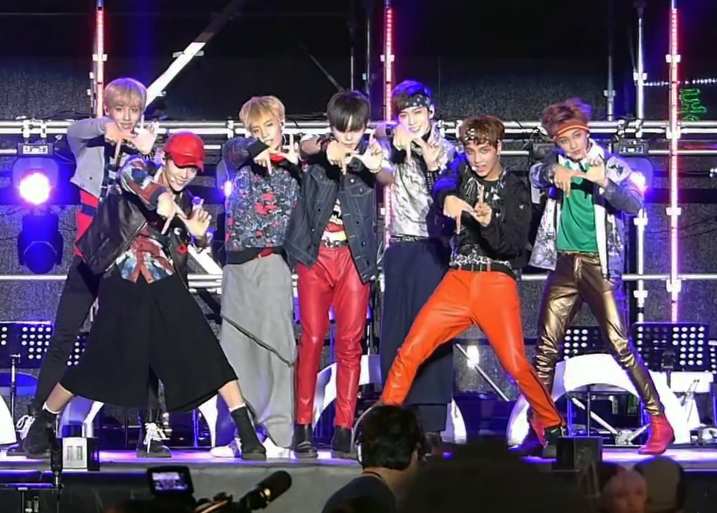
Đội hình ban đầu của NCT 127, biểu diễn tại Busan vào tháng 8 năm 2016

Trước khi NCT 127 ra mắt, các thành viên của nhóm đã tham gia hoạt động solo khi còn là thực tập sinh tại SM Rookies, trong đó Taeyong (lúc bấy giờ là thành viên của dự án SR14B) ra mắt MV "Open The Door" và xuất hiện trong đĩa đơn thứ hai của Red Velvet, "Be Natural" vào năm 2014. Taeyong sau đó cùng Johnny, Yuta, Mark, Donghyuck và Jaehyun tham gia chương trình EXO 90:2014 của đài Mnet. Từ tháng 1 đến tháng 7 năm 2015, Doyoung và Jaehyun là hai người dẫn chương trình cho Show Champion, chương trình âm nhạc hằng tuần của kênh MBC M, trong khi Mark và Donghyuck trở thành hai "Mouseketeers" trong chương trình The Mickey Mouse Club của kênh Disney Channel Hàn Quốc vào tháng 7 năm 2015. Các thành viên sau đó tổ chức buổi biểu diễn riêng, SMRookies Show, tại Seoul vào tháng 9 năm 2015 và tại Bangkok, Thái Lan vào tháng 2 năm 2016. Taeil phát hành ca khúc "Because Of You" cho phim The Merchant: Gaekju 2015 vào ngày 26 tháng 1 năm 2016, và Winwin đóng vai trò vũ công hỗ trợ cho lần biểu diễn trực tiếp đầu tiên của NCT U tại Trung Quốc, tại lễ trao giải Music Feng Yun Bang Awards lần thứ 16 vào tháng 4 năm 2016. Cùng với nhiều thực tập sinh SM Rookies khác, các thành viên nhóm tham gia vào chương trình thực tế đầu tiên của họ, NCT Life, vào tháng 4 cùng năm. Taeyong, Taeil, Jaehyun, and Mark, các thành viên đã ra mắt với tư cách là thành viên của nhóm nhỏ NCT U, cùng với Yuta, Winwin và Donghyuck (về sau thay đổi nghệ danh thành Haechan) được công bố sẽ ra mắt trong NCT 127, nhóm nhỏ thứ hai của NCT hoạt động chủ yếu tại Seoul, vào ngày 1 tháng 7 năm 2016.
NCT 127 ra mắt với đĩa đơn "Fire Truck" vào ngày 7 tháng 7 năm 2016. Cùng ngày, nhóm xuất hiện lần đầu trong chương trình âm nhạc M Countdown, biểu diễn ca khúc này cùng với một đĩa đơn quảng bá khác, "Once Again". Ngày 10 tháng 7 năm 2016, nhóm phát hành mini album đầu tay, NCT #127. Mini album nhanh chóng mang về thành công cho nhóm, khi ra mắt tại vị trí thứ hai trên bảng xếp hạng album Gaon, rồi đứng đầu bảng xếp hạng này chỉ sau ba tuần ra mắt, và đứng thứ hai trên bảng xếp hạng album Billboard. Hợp tác với Coca-Cola, nhóm phát hành MV "Taste the Feeling" vào ngày 29 tháng 7 năm 2016, một phần của dự án SM Station, sau đó vẫn tiếp tục quảng bá "Fire Truck" trên các chương trình âm nhạc như Music Bank, Show Champion, và Inkigayo. Nhóm sau đó tiếp tục hợp tác với tạp chí W Korea và công ty quản lý người mẫu ESteem và ra mắt một video âm nhạc đặc biệt, có sự tham gia của năm thành viên (Yuta, Taeyong, Jaehyun, Mark và Winwin), biểu diễn ca khúc chưa ra mắt "Good Thing". Ngày 20 tháng 12, nhóm ra mắt MV "Switch", trước đó là một ca khúc bổ sung trong NCT #127 với sự tham gia của các thành viên của SM Rookies (lúc bấy giờ là các thành viên của dự án SR15B tại thời điểm ra mắt). Nhóm sau đó nhận giải Nghệ sĩ mới (Best New Group) tại các giải thưởng âm nhạc lón nhỏ tại Hàn Quốc vào cuối năm đó, bao gồm: Giải thưởng Âm nhạc châu Á Mnet, Giải thưởng âm nhạc Seoul, Asia Artist Awards, Golden Disc Awards, và Gaon Chart Music Awards.

### 2017ː Bổ sung thành viên mới, đột phá chính vớiCherry Bombvà ra mắt tại Nhật Bản
Ngày 27 tháng 12 năm 2016, SM Entertainment thông báo nhóm sẽ ra mắt mini album thứ hai, Limitless, vào tháng 1 năm 2017. Công ty còn cho biết hai thành viên tiếp theo sẽ gia nhập NCT 127 là Johnny và Doyoung, trong đó Doyoung đã ra mắt với NCT U vào tháng 4 năm 2016. Vào hai ngày 4 và 5 tháng 1 năm 2017, nhóm ra mắt hai phiên bản khác nhau của ca khúc chủ đề cùng tên, trước khi phát hành bản điện tử chính thức. Mini album này tiếp tục thành công về mặt thương mại trong nước, trở thành album thứ hai của nhóm đứng đầu bảng xếp hạng Gaon trong hai tuần, và là sản phẩm đầu tiên của nhóm đạt vị trí đầu tiên trên bảng xếp hạng album Billboard. Ca khúc chủ đề cũng được giới chuyên môn đánh giá cao, và được Dazed Digital chọn là một trong 20 ca khúc K-pop tiêu biểu của năm 2017. Tương tự như sản phẩm ra mắt, nhóm tiếp tục quảng bá cả "Limitless" và "Good Thing" trên chương trình M Countdown vào ngày 5 tháng 1. Ngày 14 tháng 6, nhóm trở lại với mini album thứ ba, Cherry Bomb và ca khúc chủ đề cùng tên. "Cherry Bomb" mang lại thành công đột phá cho NCT 127 khi trở thành đĩa đơn đầu tiên của nhóm ra mắt trong bảng xếp hạng nhạc số Gaon, với vị trí cao nhất đạt được là 47, đồng thời mang lại chiến thắng đầu tiên cho NCT 127 trên các chương trình âm nhạc, trở thành một trong những ca khúc biểu tượng của nhóm, và được Billboard và Idolator mô tả là "một trong những ca khúc K-pop hay nhất của năm 2017".
Cùng với các hoạt động quảng bá của nhóm tại Hàn Quốc, NCT 127 mở rộng hoạt động sang thị trường nước ngoài với lần trình diễn quốc tế đầu tiên tại lễ hội âm nhạc KCON tại Thành phố México năm 2017, sau đó là các buổi diễn tại Los Angeles và New York. Nhóm trở thành nghệ sĩ K-pop đầu tiên được Apple Music mời và giới thiệu vào danh sách "Nghệ sĩ mới của tuần" (New Artist of the Week), sau khi tổ chức buổi gặp gỡ và biểu diễn tại Apple Store tại Williamsburg, Brooklyn vào ngày 25 tháng 6 năm 2017. Ngày 4 tháng 11 năm 2017, nhóm tung phiên bản tiếng Nhật của "Limitless" kèm một MV mới, như là đĩa đơn tiếng Nhật đầu tiên của nhóm, mở đầu quá trình lấn sân sang thị trường âm nhạc Nhật Bản của NCT 127. Sau khi ký kết hợp tác với Avex Trax, tháng 12 năm 2017, SM xác nhận nhóm sẽ ra mắt tại Nhật Bản vào mùa xuân năm 2018, được đánh dấu bởi một buổi biểu diễn giới thiệu của nhóm tại thị trường này.

### 2018ː Dự ánEmpathy, thay đổi đội hình vàRegular-Irregular
Giữa tháng 1 năm 2018, SM thông báo rằng tất cả các thành viên và nhóm nhỏ của NCT sẽ tham gia vào dự án NCT 2018. Ngày 14 tháng 3, nhóm phát hành MV "Touch" nằm trong dự án NCT 2018, và là đĩa đơn thứ tư trong NCT 2018: Empathy, album phòng thu nhằm tập hợp tất cả các nhóm nhỏ đang hoạt động lại để biểu diễn chung trong một sản phẩm, với các thành viên khác nhau hợp tác hoạt động trong NCT U. Sau đó, nhóm cho ra mắt mini album đầu tay tại Nhật Bản, Chain, thông qua Avex Trax vào ngày 23 tháng 5 năm 2018, ra mắt tại vị trí thứ hai trên bảng xếp hạng album Oricon. Ca khúc chủ đề cùng tên cũng mang về thành công cho nhóm với vị trí cao nhất đạt được trên bảng xếp hạng ca khúc Oricon là 21.

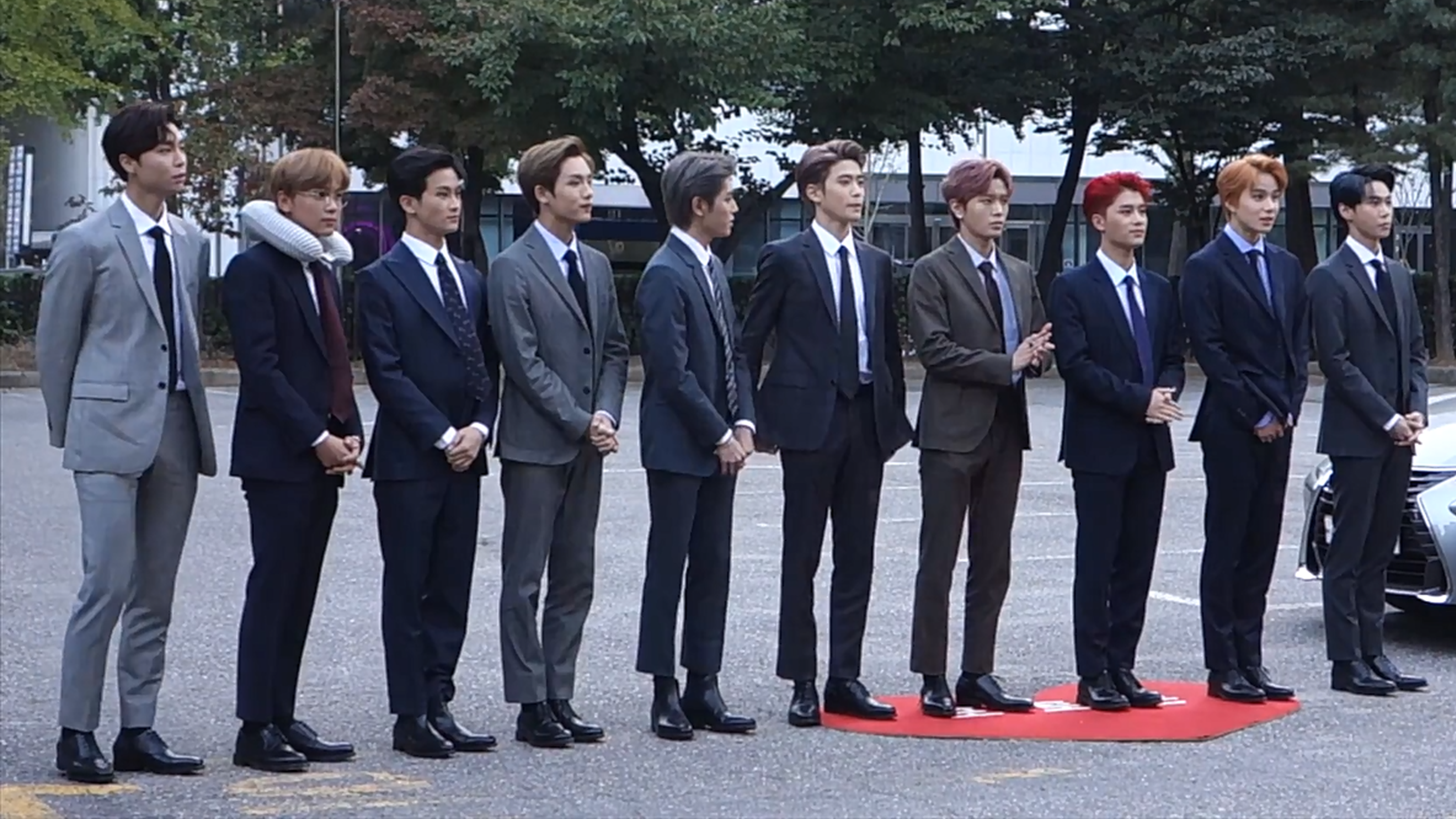
NCT 127 tham gia chương trình Music Bank vào ngày 12 tháng 10 năm 2018, cho buổi trình diễn trực tiếp đầu tiên của ca khúc "Regular".

Ngày 17 tháng 9, công ty chủ quản trong nước của nhóm trình làng logo và bộ nhận diện mới cho nhóm trên tất cả các nền tảng mạng xã hội của công ty. Ngày 1 tháng 10, NCT 127 được công bố sẽ trở thành nghệ sĩ của tháng 10 trong Apple Music's Up Next, trở thành nghệ sĩ K-pop đầu tiên được chọn xuất hiện trong chương trình. Nhằm ra mắt album mới của nhóm cùng với một video giới thiệu mới, SM công bố sẽ bổ sung thêm thành viên mới là Jungwoo vào album phòng thu sắp tới của nhóm, Regular-Irregular, vào ngày 12 tháng 10. Jungwoo đã ra mắt trước đó với tư cách là thành viên NCT U trong đĩa đơn "Boss" vào tháng 2 năm 2018. Album đã đạt được thành công về mảng thương mại trong nước, khi trở thành album thứ ba của nhóm đứng đầu bảng xếp hạng album Gaon trong hai tuần, và là album đầu tiên đạt chứng nhận bạch kim của nhóm sau khi tiêu thụ được 250.000 bản. Chưa dừng lại ở đó, album còn ra mắt với vị trí thứ 86 trên bảng xếp hạng Billboard 200, trở thành sản phẩm đầu tiên của nhóm ra mắt tại một bảng xếp hạng quốc tế, thúc đẩy nhóm mở rộng quảng bá sang thị trường Hoa Kỳ. Cùng với sự xuất hiện của nhóm trong chương trình Apple Music's Up Next, các hoạt động quảng bá của nhóm bao gồm biểu diễn phiên bản tiếng Anh của "Regular" và "Cherry Bomb" trong chương trình Jimmy Kimmel Live!, đánh dấu lần đầu tiên nhóm xuất hiện trên truyền hình Hoa Kỳ. NCT 127 đã biểu diễn tại chương trình đặc biệt kỷ niệm 90 năm ra mắt nhân vật chuột Mickey, phát sóng trên đài ABC vào ngày 4 tháng 11, và ra mắt mini album số, Up Next Session: NCT 127, độc quyền trên Apple Music vào ngày 21 tháng 10. Mini album bao gồm một phiên bản tiếng Anh của "Cherry Bomb", bản phối lại của "Fire Truck" và "Regular", và ca khúc mới "What We Talkin' About" có sự tham gia của nam ca sĩ người Mỹ Marteen. Tiếp nối thành công của album đầu tiên, ngày 23 tháng 11, nhóm phát hành lại album Regular-Irregular dưới tên goi Regulate, với ca khúc chủ đề "Simon Says". Dù không mấy thành công trong nước, nhưng "Simon Says" đã mang lại thành công lớn hơn cho NCT 127 tại Hoa Kỳ khi trở thành ca khúc đầu tiên của nhóm đứng đầu bảng xếp hạng nhạc số của Billboard, và là ca khúc đầu tiên của nhóm lọt vào bảng xếp hạng New Zealand Top 40 Singles.
Do phải chuẩn bị để ra mắt với nhóm nhỏ mới WayV, thành viên Winwin không thể tham gia các hoạt động quảng bá cùng nhóm trong đợt tái phát hành album kể trên. Ngày 19 tháng 12, Haechan được thông báo sẽ tạm thời dừng hoạt động cùng nhóm do gặp phải vấn đề chấn thương.

### 2019ː Chuyến lưu diễn quốc tế đầu tiên,AwakenvàWe Are Superhuman
Ngày 26 tháng 1 năm 2019, NCT 127 khởi động chuyến lưu diễn quốc tế đầu tiên, Neo City — The Origin, với các đêm diễn tại Hàn Quốc và Nhật Bản từ tháng 1 đến tháng 3. Chuyến lưu diễn sau đó được mở rộng sang Bắc Mỹ với 12 đêm diễn từ tháng 4 đến tháng 5 năm 2019, kế tiếp là 9 đêm diễn tại Mỹ Latinh, châu Âu và Đông Nam Á vào tháng 6 và tháng 7 cùng năm. Haechan hoạt động trở lại cùng nhóm trong giai đoạn tại Nhật Bản vào tháng 3 năm 2019. Nhóm hợp tác với Jason Derulo trong ca khúc "Let's Shut Up & Dance" của anh, phát hành ngày 22 tháng 2 năm 2019, cùng với thành viên Lay của EXO. Ngày 18 tháng 3, nhóm phát hành MV "Wakey Wakey", ca khúc chủ đề trong album phòng thu tiếng Nhật đầu tiên của nhóm, Awaken, phát hành vào ngày 17 tháng 4 năm 2019.

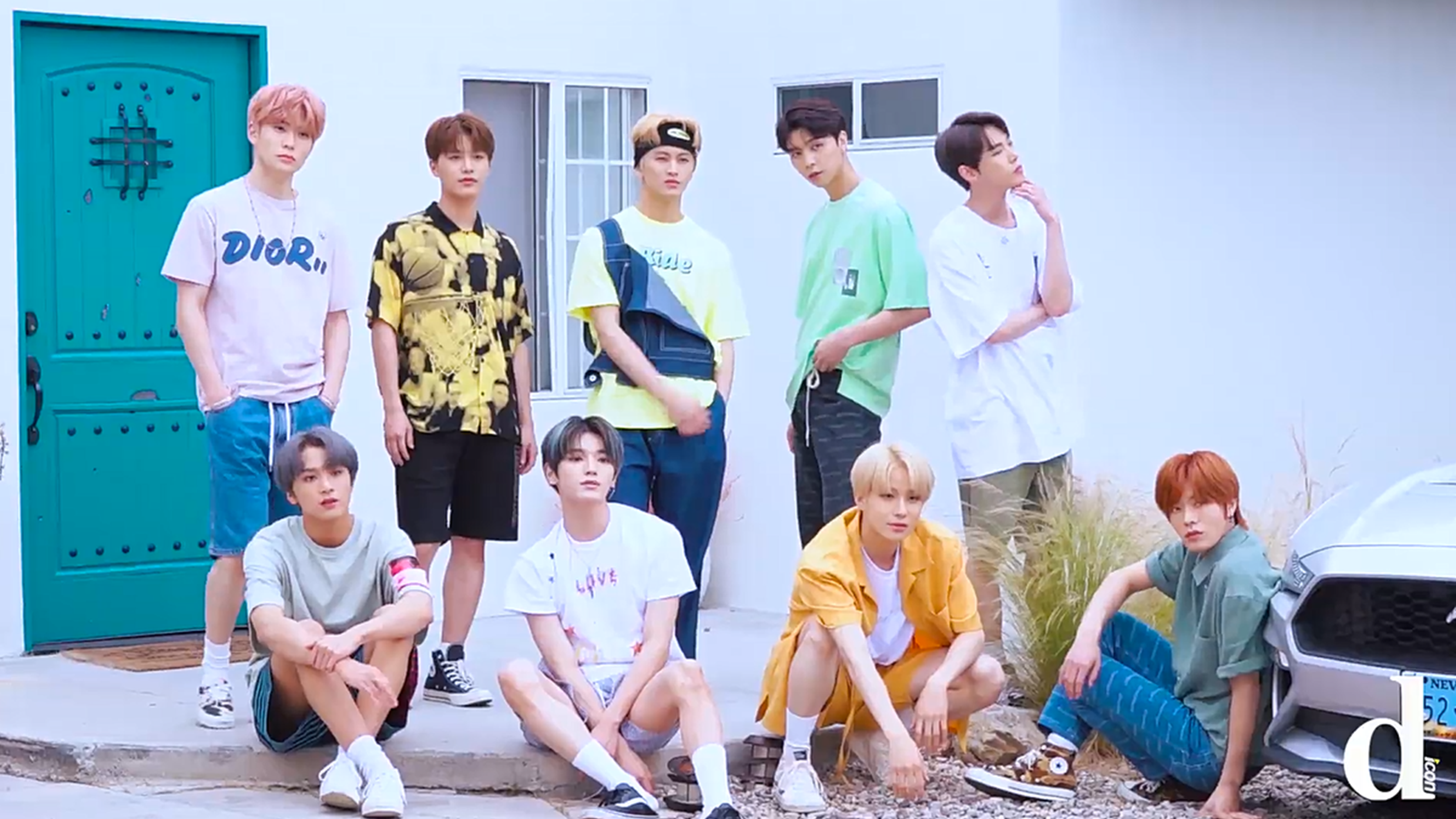
NCT 127 tại một buổi chụp ảnh cho Dispatch vào năm 2019

Tháng 4 năm 2019, NCT 127 ký kết hợp tác với Capitol Music Group (CMG) và Caroline Distribution trong một thỏa thuận phân phối trên phạm vi toàn cầu với SM Entertainment. Theo điều khoản thỏa thuận, CMG và Caroline sẽ chuyển nhượng và quảng bá các sản phẩm của nhóm trên phạm vi toàn cầu. Trước khi chuyến lưu diễn của nhóm tiếp tục tại Bắc Mỹ, NCT 127 xuất hiện trên Good Morning America và Strahan and Sara vào ngày 18 tháng 4, là nghệ sĩ K-pop thứ ba từng biểu diễn trong chương trình này. Cùng tháng 4 năm đó, nhóm công bố mini album thứ tư, We Are Superhuman, phát hành vào ngày 24 tháng 5 năm 2019, và tiếp tục biểu diễn với đội hình 9 thành viên, với Winwin tiếp tục quảng bá với vai trò là thành viên của nhóm nhỏ WayV. Nhóm biểu diễn ca khúc chủ đề "Superhuman" trên Good Morning America và Strahan and Sara, và sau đó biểu diễn ca khúc này trên chương trình The Late Late Show with James Corden vào ngày 14 tháng 5. NCT 127 xuất hiện trên chương trình tạp kỹ Nhật Bản, NCT 127 Teach Me JAPAN!, phát sóng trên dTV từ ngày 9 tháng 6.
We Are Superhuman ra mắt với vị trí thứ 11 trên bảng xếp hạng Billboard 200 với 27.000 bản album được tiêu thụ, trở thành album thứ hai của nhóm có mặt trên bảng xếp hạng này. Đây cũng là mini album thứ hai của nhóm đứng đầu bảng xếp hạng album quốc tế của Billboard. Một phiên bản tiếng Anh của "Highway to Heaven" được phát hành như ca khúc thứ hai của mini album vào ngày 18 tháng 7 năm 2019. Tháng 8 năm 2019, SM Entertainment thông báo Jungwoo sẽ tạm thời dừng hoạt động cùng nhóm vì lý do sức khỏe không được công bố, mặc dù sau đó, vào tháng 11, công ty đã xác nhận sức khỏe của Jungwoo đã ổn định và có thể hoạt động trở lại cùng nhóm vào năm 2020.
Tháng 9 năm 2019, NCT 127 biểu diễn tại lễ hội âm nhạc Global Citizen Festival tại New York với vai trò là khách mời đặc biệt. Nhóm ra mắt album trực tiếp đầu tiên, Neo City: Seoul − The Origin, vào ngày 24 tháng 10. Nhóm biểu diễn tại lễ trao giải MTV Europe Music Awards 2019 tại Sevilla, Tây Ban Nha vào ngày 3 tháng 11, trở thành nghệ sĩ K-pop đầu tiên biểu diễn tại buổi lễ. Nhóm cũng đã biểu diễn tại lễ diễu hành thường niên của trung tâm thương mại Macy's nhân dịp lễ Tạ ơn vào ngày 28 tháng 11, trở thành nghệ sĩ K-pop đầu tiên biểu diễn tại sự kiện, và tại chương trình Today một ngày sau đó.

### 2020ːNeo Zone,NCT 2020ː Resonance
Sau khi các hoạt động quảng bá của nhóm tại Hoa Kỳ kết thúc vào tháng 11 năm 2019, NCT 127 phát hành MV phiên bản ngắn gọn của "Dreams Come True" trên kênh YouTube chính thức của nhóm vào ngày 27 tháng 1 năm 2020. Sau khi thành viên Jungwoo được thông báo sẽ trở lại sau thời gian dài dừng hoạt động, nhóm ra mắt album phòng thu tiếng Hàn thứ Hai, Neo Zone, vào ngày 6 tháng 3 năm 2020, với ca khúc chủ đề "Kick It". Một số thành viên của nhóm đã tham gia sáng tác các ca khúc trong album. Neo Zone ra mắt tại vị trí thứ năm trên bảng xếp hạng Billboard 200 với 87.000 bản được tiêu thụ trong tuần đầu tiên phát hành. Album đã tiêu thụ được 700.000 bản trong tháng đầu tiên và đứng đầu doanh số bán album tại Hàn Quốc trong tháng 3 năm đó.
Cùng với các hoạt động quảng bá của nhóm trong nước, nhóm bắt đầu hoạt động quảng bá tại Hoa Kỳ tại triển lãm RodeoHouston 2020 tại Houston vào ngày 10 tháng 3, trở thành nghệ sĩ K-pop đầu tiên biểu diễn tại sự kiện. Nhóm dự kiến sẽ khởi động chuyến lưu diễn thứ hai, Neo City – The Awards, vào tháng 6 năm 2020 tại Bắc Mỹ, tuy nhiên đã bị hoãn lại vô thời hạn do ảnh hưởng của đại dịch COVID-19.
Tháng 4 năm 2020, NCT 127 được chọn là đại sứ thương hiệu cho hãng mỹ phẩm Nature Republic. Ngày 17 tháng 5, NCT 127 trở thành nhóm nhạc thứ tư tổ chức một buổi biểu diễn trong chuỗi sự kiện Beyond Live do SM Entertainment tổ chức. Hơn 104.000 vé đã được bán ra, và nhóm đã biểu diễn trước sự chứng kiến của khán giả đến từ 129 quốc gia.
Ngày 19 tháng 5 năm 2020, nhóm tái phát hành album Neo Zone dưới tên gọi Neo Zone: The Final Round. Album được ra mắt đi kèm với ca khúc chủ đề, "Punch", ca khúc mà nhóm đã biểu diễn tại buổi biểu diễn trực tuyến trước đó hai ngày. Tổng doanh số album bán ra của cả Neo Zone lẫn The Final Round là hơn 1,2 triệu bản, là sản phẩm đầu tiên của nhóm tiêu thụ được hơn một triệu bản.
Nhóm đã hợp tác với các thành viên NCT còn lại trong album phòng thu thứ hai của NCT, NCT 2020 Resonance Pt. 1 và NCT 2020 Resonance Pt. 2, phát hành lần lượt vào các ngày 12 tháng 10 và 23 tháng 11 năm 2020. Album bao gồm một ca khúc của NCT 127, "Music, Dance".

### 2021:Loveholic,Stickervà chuyến lưu diễn quốc tế thứ hai
Tháng 1 năm 2021, NCT 127 thông báo sẽ ra mắt mini album tiếng Nhật thứ hai, Loveholic, vào ngày 17 tháng 2.
Ngày 4 tháng 6, nhóm hợp tác với Amoeba Culture nhằm ra mắt đĩa đơn "Save".
Ngày 28 tháng 6, SM tổ chức một buổi hội nghị nói về tương lai của công ty và sự trở lại của các nghệ sĩ trực thuộc công ty. Nội dung hội nghị cho biết, nhóm dự định sẽ ra mắt album phòng thu thứ ba và một album tái phát hành. Tại một buổi gặp gỡ người hâm mộ nhân kỷ niệm 5 năm thành lập, nhóm xác nhận sẽ phát hành album mới dự kiến vào tháng 9. Album phòng thu tiếng Hàn thứ ba của nhóm, Sticker, được phát hành vào ngày 17 tháng 9. Album gồm 11 ca khúc với ca khúc chủ đề cùng tên. Trước khi phát hành, album được công bố đã nhận được hơn 2,2 triệu đơn đặt trước.
Ngày 25 tháng 10 năm 2021, NCT 127 ra mắt Favorite, bản tái phát hành của Sticker. Album được bổ sung ba ca khúc mới bao gồm ca khúc chủ đề cùng tên, "Favorite (Vampire)".  Album đã nhận được 1,06 triệu đơn đặt trước, và tiêu thụ được 1,1 triệu bản trong tuần đầu tiên phát hành. Tính đến ngày 3 tháng 11, doanh số của cả Sticker và Favorite là 3,58 triệu bản, là album bán chạy nhất của một nghệ sĩ trực thuộc SM.
Ngày 17 tháng 12 năm 2021, NCT khởi động chuyến lưu diễn quốc tế thứ hai, với ba đêm diễn đầu tiên tại Gocheok Sky Dome, Seoul mang tên gọi Neo City: Seoul — The Link.

### 2022:2 Baddies, mở rộng chuyến lưu diễn
Từ ngày 22 tháng 5 đến ngày 26 tháng 6, NCT 127 tiếp tục chuyến lưu diễn với Neo City: Japan — The Link, với năm đêm diễn tại Tokyo Dome, Tokyo, Vantelin Dome, Nagoya, và Kyocera Dome, Osaka, với tổng cộng 220.000 khán giả, và trở thành nhóm nhỏ đầu tiên của NCT tổ chức chuyến lưu diễn tại Nhật Bản. Họ sau đó biểu diễn tại Sân vận động trong nhà Singapore và SM Mall of Asia Arena, thu về lần lượt 12.000 và 15.000 lượt khán giả.
Ngày 16 tháng 9, NCT 127 phát hành album tiếng Hàn thứ tư, 2 Baddies, gồm 12 ca khúc với ca khúc chủ đề cùng tên. Album đạt doanh số 1,5 triệu bản sau một tuần phát hành, trở thành album bán chạy nhất của một nghệ sĩ SM trong vòng một tuần. Trên bảng xếp hạng Billboard 200 của Hoa Kỳ, album bán được 55.000 bản trong tuần đầu tiên và ra mắt tại vị trí thứ ba, trở thành album thứ ba của nhóm ra mắt tại top 5 trên bảng xếp hạng, giúp NCT 127 trở thành nhóm nhạc K-pop thứ hai làm được điều này, theo sau BTS. 2 Baddies cũng trở thành album đạt thứ hạng cao nhất trên bảng xếp hạng ARIA Charts của Australia, ra mắt tại vị trí thứ ba.
Ngày 6 tháng 10, NCT 127 mở rộng chuyến lưu diễn của họ sang Bắc Mỹ với việc biểu diễn tại Crypto.com Arena tại Los Angeles, California, Hoa Kỳ, và tại Prudential Center tại Newark, New Jersey vào ngày 13 tháng 10. Ngày 22 và 23 tháng 10, họ tổ chức buổi hòa nhạc đặc biệt tại Sân vận động Olympic Seoul với tên gọi "Neo City: Seoul — The Link+".
NCT 127 dự kiến sẽ biểu diễn tại Indonesia Convention Exhibition tại Jakarta vào ngày 4 và 5 tháng 11, và tại Impact Arena tại Băng Cốc, Thái Lan vào các ngày 3, 4 và 5 tháng 12.

### 2023ː Fact Check, tour diễn thứ 3
Ngày 6 tháng 10, NCT 127 comeback với full album thứ 5 'Fact Check' với ca khúc chủ đề và MV cùng tên
Nhóm bắt đầu tour diễn thứ 3 mang tênː Neo Cityː The Unity vào ngày 17 tháng 11

### 2024ː Walk, Taeil rời nhóm
Ngày 15 tháng 7, NCT 127 comeback với full album thứ 6 'Walk' với ca khúc chủ đề và MV cùng tên
Ngày 28 tháng 8, SM Entertainment cho biết Taeil sẽ rời NCT và NCT 127 do dính cáo buộc liên quan tới tội hình sự

## Thành viên
- Chú thích: In đậm là trưởng nhóm.

| Nghệ danh                 | Nghệ danh | Nghệ danh    | Tên khai sinh  | Tên khai sinh | Tên khai sinh    | Tên khai sinh | Tên khai sinh     | Ngày sinh         | Quốc tịch  |
| Latinh                    | Hangul    | Kana         | Latinh         | Hangul        | Kana             | Hanja         | Hán-Việt          | Ngày sinh         | Quốc tịch  |
| Thành viên hiện tại       |           |              |                |               |                  |               |                   |                   |            |
| Johnny                    | 쟈니      | ジャニー     | Suh Young-ho   | 서영호        | ソ・ヨンホ       | 徐煐淏        | Từ Anh Hạo        | 9 tháng 2, 1995   | Hoa Kỳ     |
| Johnny                    | 쟈니      | ジャニー     | John Jun Suh   | 존 서         | ジョン・スー     | Không có      | Không có          | 9 tháng 2, 1995   | Hoa Kỳ     |
| Taeyong                   | 태용      | テヨン       | Lee Tae-yong   | 이태용        | イ・テヨン       | 李泰容        | Lý Thái Dung      | 1 tháng 7, 1995   | Hàn Quốc   |
| Yuta                      | 유타      | ユウタ       | Nakamoto Yuta  | 나카모토 유타 | なかもと ゆうた  | 中本悠太      | Trung Bổn Du Thái | 26 tháng 10, 1995 | Nhật Bản   |
| Doyoung                   | 도영      | ドヨン       | Kim Dong-young | 김동영        | キム・ドンヨン   | 金東營        | Kim Đông Doanh    | 1 tháng 2, 1996   | Hàn Quốc   |
| Jaehyun                   | 재현      | ジェヒョン   | Jung Yun-o     | 정윤오        | チョン・ユンオ   | 鄭閏伍        | Trịnh Nhuận Ngũ   | 14 tháng 2, 1997  | Hàn Quốc   |
| Jungwoo                   | 정우      | ジョンウ     | Kim Jung-woo   | 김정우        | キム・ジョンウ   | 金廷祐        | Kim Đình Hựu      | 19 tháng 2, 1998  | Hàn Quốc   |
| Mark                      | 마크      | マーク       | Lee Min-hyung  | 이민형        | イ・ミンヒョン   | 李明亨        | Lý Mẫn Hanh       | 2 tháng 8, 1999   | Canada     |
| Mark                      | 마크      | マーク       | Mark Lee       | 마크 리       | マーク・リー     | Không có      | Không có          | 2 tháng 8, 1999   | Canada     |
| Haechan                   | 해찬      | ヘチャン     | Lee Dong-hyuck | 이동혁        | イ・ドンヒョク   | 李東赫        | Lý Đông Hách      | 6 tháng 6, 2000   | Hàn Quốc   |
| Thành viên dừng hoạt động |           |              |                |               |                  |               |                   |                   |            |
| Winwin                    | 윈윈      | ウィンウィン | Dong Sicheng   | 동사성        | ドン・スーチョン | 董思成        | Đổng Tư Thành     | 28 tháng 10, 1997 | Trung Quốc |
| Cựu thành viên            |           |              |                |               |                  |               |                   |                   |            |
| Taeil                     | 태일      | テイル       | Moon Tae-il    | 문태일        | ムン・テイル     | 文泰一        | Văn Thái Nhất     | 14 tháng 6, 1994  | Hàn Quốc   |

## Danh sách đĩa nhạc
| Album tiếng Hàn - Regular-Irregular (2018) - Neo Zone (2020) - Sticker (2021) - 2 Baddies (2022) - Fact Check (2023) - Walk (2024) | Album tiếng Nhật - Awaken (2019) |

## Danh sách buổi hòa nhạc

### Chuyến lưu diễn
- Neo City – The Origin (2019–2020)
- Neo City – The Awards (2020) (bị hủy)
- Neo City – The Link (2021–2023)
- Neo City – The Unity (2023 – 2024)
- Neo City – The Momentum (2025)

### Các sự kiện khác
- SM Town Live World Tour VI (2017–2018)
- SM Town Special Stage 2019 in Santiago (2019)
- SM Town Live 2019 in Tokyo (2019)
- SMTOWN LIVE "Culture Humanity” (2021) online live
- SM Town Live 2022 “SMCU Express at Kwangya”  online live (1.1.22)
- SM Town Live 2022: SMCU Express @South Korean @Japan (August)
- SM Town Live 2023: SMCU Palace @South Korean @Indonesia @Japan (2023-2024)
- NCT NATION : To The World @South Korean @Japan(2023)
- SM Town Live 2025: The Culture, the Future(2025-2026)

## Giải thưởng và đề cử
Apple Music công bố NCT 127 là "Nghệ sĩ mới của tuần" (New Artist of the Week) sau khi nhóm ra mắt "Cherry Bomb". NCT 127 còn nhận giải Best New Group tại Giải thưởng Âm nhạc Châu Á Mnet, Giải thưởng âm nhạc Seoul và Golden Disc Awards.

## Chương trình âm nhạc

#### The Show
| Năm  | Ngày        | Bài hát   | Điểm |
| ---- | ----------- | --------- | ---- |
| 2018 | 27 tháng 3  | "Touch"   | 8500 |
| 2018 | 16 tháng 10 | "Regular" | 9330 |
| 2018 | 23 tháng 10 | "Regular" | 9250 |
| 2021 | 28 tháng 9  | "Sticker" | 8054 |

#### Show Champion
| Năm  | Ngày       | Bài hát      |
| ---- | ---------- | ------------ |
| 2019 | 12 tháng 6 | "Superhuman" |
| 2019 | 18 tháng 6 | "Superhuman" |
| 2021 | 29 tháng 9 | "Sticker"    |
| 2023 | 8 tháng 2  | "Ay-Yo"      |

#### M Countdown
| Năm  | Ngày        | Bài hát              | Điểm  |
| ---- | ----------- | -------------------- | ----- |
| 2017 | 22 tháng 6  | "Cherry Bomb"        | 7329  |
| 2018 | 25 tháng 10 | "Regular"            | 10000 |
| 2020 | 28 tháng 5  | "Punch"              | 9778  |
| 2020 | 4 tháng 6   | "Punch"              | 7414  |
| 2021 | 23 tháng 9  | "Sticker"            | –     |
| 2021 | 30 tháng 9  | "Sticker"            | 8755  |
| 2021 | 7 tháng 10  | "Sticker"            | 9200  |
| 2021 | 4 tháng 11  | "Favorite (Vampire)" | 7549  |
| 2021 | 11 tháng 11 | "Favorite (Vampire)" | —     |

#### Music Bank
| Năm  | Ngày        | Bài hát     | Điểm  |
| ---- | ----------- | ----------- | ----- |
| 2018 | 26 tháng 10 | "Regular"   | 5568  |
| 2020 | 27 tháng 3  | "Kick It"   | 6915  |
| 2020 | 29 tháng 5  | "Punch"     | 5474  |
| 2021 | 24 tháng 9  | "Sticker"   | 4784  |
| 2021 | 1 tháng 10  | "Sticker"   | 7930  |
| 2022 | 30 tháng 9  | "2 Baddies" | 9309  |
| 2023 | 10 tháng 2  | "Ay-Yo"     | 11861 |

#### Show! Music Core
| Năm  | Ngày       | Bài hát              | Điểm |
| ---- | ---------- | -------------------- | ---- |
| 2020 | 30 tháng 5 | "Punch"              | 9374 |
| 2021 | 25 tháng 9 | "Sticker"            | 8602 |
| 2021 | 2 tháng 10 | "Sticker"            | 8532 |
| 2021 | 6 tháng 11 | "Favorite (Vampire)" | 8456 |
| 2022 | 1 tháng 10 | "2 Baddies"          | 6638 |
| 2023 | 11 tháng 2 | "Ay-Yo"              | 8979 |

#### Inkigayo
| Năm  | Ngày       | Bài hát   | Điểm |
| ---- | ---------- | --------- | ---- |
| 2021 | 3 tháng 10 | "Sticker" | 5849 |